# Greiz (distrito)
Greiz é um distrito (kreis ou landkreis) da Alemanha localizado no estado da Turíngia.

## Cidades e Municípios
| Cidades livres | Municípios livres                                                        | Municípios livres                                                                                 |
| --- | ------------------------------------------------------------------------ | ------------------------------------------------------------------------------------------------- |
| 1. Auma-Weidatal 2. Bad Köstritz 3. Berga/Elster 4. Greiz 5. Hohenleuben 6. Ronneburg 7. Weida 8. Zeulenroda-Triebes | 1. Caaschwitz 2. Crimla 3. Harth-Pöllnitz 4. Hartmannsdorf 5. Kraftsdorf | 1. Kühdorf 2. Langenwetzendorf 3. Langenwolschendorf 4. Mohlsdorf-Teichwolframsdorf 5. Weißendorf |

| Verwaltungsgemeinschaften                                                                                                  | Verwaltungsgemeinschaften | Verwaltungsgemeinschaften |
| --- | --- | --- |
| 1. Am Brahmetal 1. Bethenhausen 2. Brahmenau 3. Großenstein1 4. Hirschfeld 5. Korbußen 6. Pölzig 7. Reichstädt 8. Schwaara | 2. Münchenbernsdorf 1. Bocka 2. Hundhaupten 3. Lederhose 4. Lindenkreuz 5. Münchenbernsdorf1, 2 6. Saara 7. Schwarzbach 8. Zedlitz | 3. Wünschendorf/Elster 1. Braunichswalde 2. Endschütz 3. Gauern 4. Hilbersdorf 5. Kauern 6. Linda bei Weida 7. Paitzdorf 8. Rückersdorf 9. Seelingstädt 10. Teichwitz 11. Wünschendorf/Elster1 |
| 1sede do Verwaltungsgemeinschaft;2cidade                                                                                   | | |